# Gare de Ponte-Novu
La gare de Ponte Novu est une gare ferroviaire française de la ligne de Bastia à Ajaccio (à voie unique et écartement métrique dite aussi ligne Centrale), située sur le territoire de la commune de Castello-di-Rostino, dans le département de la Haute-Corse et la Collectivité territoriale de Corse (CTC).
Construite par l'État, elle est mise en service en 1888 par la Compagnie de chemins de fer départementaux (CFD). C'est une gare des Chemins de fer de la Corse (CFC), desservie par des trains « grande ligne ». 

## Situation ferroviaire
Établie à 166 mètres d'altitude, la gare de Ponte-Novu est établie au point kilométrique (PK) 39,1 de la ligne de Bastia à Ajaccio (voie unique à écartement métrique), entre les gare de Barchetta et de Ponte-Leccia.

## Histoire
Construite par l'État, la « station de Ponte-Nuovo » est mise en service le 1er février 1888 par la Compagnie de chemins de fer départementaux (CFD) lors de l'ouverture à l'exploitation de la section de Bastia à Corte du chemin de fer d'Ajaccio à Bastia. Des travaux ont été nécessaires pour les chemins permettant la desserte de Lento, Bigorno, Canavaggia, Castello-di-Rostino et Valle-di-Rostino.

## Service des voyageurs

### Accueil
Gare CFC, elle dispose d'un bâtiment voyageurs, avec guichet ouvert tous les jours.

### Desserte
Ponte-Novu est desservie par des trains CFC « grande ligne » des relations Bastia - Ajaccio ou Corte et Bastia - Calvi.

### Intermodalité
Le stationnement des véhicules est possible à proximité.